# (150145) Uvic
(150145) Uvic est un astéroïde de la ceinture principale.

## Description
(150145) Uvic est un astéroïde de la ceinture principale. Il fut découvert le 23 janvier 1996 à l'Observatoire astrophysique du Dominion par David D. Balam. Il présente une orbite caractérisée par un demi-grand axe de 3,10 UA, une excentricité de 0,17 et une inclinaison de 6,1° par rapport à l'écliptique.

## Compléments